# Puška vz. 33
Puška vz. 33 byla karabina vyvinutá zbrojovkou Brno z pušky vz. 24 pro potřeby četnictva a finanční stráže. Oproti pušce vz. 24 představovala vz. 33 výraznou změnu, došlo k celkové modernizaci, odlehčení a zkrácení zbraně.

## Historie
Po vzniku samostatného československého státu bylo četnictvo vyzbrojeno karabinami Mannlicher M 1888/90 a M 95. O zavedení pušky vz. 24 nejevilo četnictvo zájem z důvodu příliš velké hmotnosti zbraně. V prosinci 1927 požádalo ministerstvo vnitra o vývoj lehčí a kratší karabiny pro potřeby četnictva, ten byl odložen z důvodu hospodářské krize a na vývoji zbraně začala Zbrojovka pracovat až v roce 1933. Za přímé vývojové předchůdce vz. 33 lze označit krátkou pušku vz. 32 pro Peru a vz. 12/33 pro Mexiko. Tyto zbraně zase vycházejí z Mauseru 1912 před válkou vyráběného ve zbrojovce Steyr.  Výroba se rozběhla v roce 1934, první zbraně byly dodány v roce 1935 a produkce skončila v lednu 1939. Celkem bylo vyrobeno 25 311 ks. zbraně z nichž 5300 pušek bylo určeno pro finanční stráž (označení FS na disku v pažbě) a 20 011 kusů pro četnictvo (označení na disku v pažbě ČETN).

## Popis
Na první pohled se zbraň odlišuje od pušky vz. 24 kratšími rozměry a zahnutou klikou závěru. V pažbě pod klikou je vybrání pro snazší manipulaci. Kulička kliky má v sobě z vnitřní strany vyvrtaný otvor pro odlehčení. K pušce patřil bodák vz.33, který měl kratší rozměry a také kratší záchyt, proto jej není možné zaměňovat s bodákem vz. 24. Hledí je stavitelné od 50 metrů do 1000 metrů, stiskátko je jen na levé straně jezdce. Od pušky vz. 24 se rovněž odlišuje způsob uchycení mušky a podoba chránítka mušky. Na levé straně objímky je boční pevné poutko na nosný popruh, zadní poutko je částečně otočné a umožňuje tak nosit pušku křížem přes rameno. V botce pažby byl úložný prostor s otočným víčkem pro uložení třídílného vytěráku. Velká pozornost byla věnována snížení hmotnosti zbraně, toho bylo dosaženo především vylehčením pouzdra závěru. Přední můstek pouzdra závěru je tvořen oproti pušce vz. 24 menší masou materiálu a je tedy menší. Stěny pouzdra závěru jsou tenčí a na každé straně pouzdra závěru je vyfrézována v jeho spodní části vylehčovací drážka, které ale není vidět, protože je skryta v pažbě.

## G 33-40
Po okupaci Československa pokračovala výroba pušky vz. 33 pro potřeby horských myslivců. Došlo k mírným změnám na zbrani, aby se přiblížila podobě Kar 98k Na první pohled G 33-40 odlišuje masivnější plechová botka, která obepíná pažbu i ze stran a ze které na levém boku pokračuje oplechování levé spodní části pažby. Důvod umístění oplechování na pažbě není zcela znám, jako nejčastější příčina se uvádí, že plech měl chránit pažbu před poškrábáním od kování na botách horských myslivců.
Místo spodního otočného poutka se nově popruh provlékal skrz otvor v pažbě stejně jako u Kar. 98k. Záchyt bodáku je shodný s Kar.98k. Změny doznalo i chránítko mušky. V průběhu války vznikla i pokusná verze zbraně pro parašutisty se sklopnou pažbou, která se ale nedostala do výroby.